# What We're All About (canción de Sum 41)
«What We're All About» (en español: «De qué se trata») es una canción del grupo de rock canadiense Sum 41. Lanzada el 17 de abril de 2002 por medio de Island Def Jam Música Group, como el segundo sencillo del álbum de banda sonora «Spider-Man - Music From And Inspired By», la canción se trata de una versión reelaborada del tema «Dave's Possessed Hair / What We're all About» perteneciente a su EP «Half Hour of Power», y contó con la participación del guitarrista Kerry King de la banda Slayer. Fue producida por Greig Nori y Deryck Whibley, con remezcla y producción adicional de Rick Rubin.

## Vídeo musical
El vídeo musical fue dirigido por Marc Klasfeld. El vídeo muestra a los integrantes de la banda interpretando la canción en el techo de una habitación y el público está en el piso. Mientras que se muestran ímagenes de la película entrelazadas. 

## Lista de canciones
1. "What We're All About" (3:30)
2. "Motivation" (en vivo) (2:25)